# クレイグ・フェデリギ
クレイグ・フェデリギ（Craig Federighi、1969年5月27日 - ）は、Appleのソフトウェアエンジニアリング担当上級副社長。

## 来歴・人物
フェデリギはカリフォルニア州サンレアンドロ生まれで、カリフォルニア州ラファイエットのアカラネス高校を卒業後、1991年にカリフォルニア大学バークレー校で電気工学とコンピュータサイエンスの理学士号、 1993年にコンピュータサイエンスの理学修士号を取得した。

## キャリア

### NeXTとAriba
前々職のNeXTではWebObjectsの要であるEnterprise Objects Frameworkの開発を担当。関連する特許を複数取得している。1997年、NeXTが買収されたことによりAppleに入社。1999年に一度Appleを離れ当時WebObjectsを中心技術として利用していたAribaに転職した。Aribaでは10年間勤務し、最高技術責任者を含むいくつかの役職を歴任した。

### Apple復帰後
その後、2009年にAppleに復帰。2011年3月23日、Appleを離れたバートランド・サーレイの後任としてMac OS X LionからMac OS X開発責任者となった。2012年8月27日、Appleにより上級副社長への昇格が発表された。2012年10月29日、スコット・フォーストール iOS担当上級副社長の退任に伴い、OS XだけでなくiOSの開発担当も兼任することとなった。

#### 講演のスタイル
2009年のWWDC以降、フェデリギは主要なAppleイベントに頻繁に登場し、Appleの新しいソフトウェアを精力的なスタイルで発表することで知られている。また、新しいソフトウェア機能の利用例として自身のヘアスタイルやオフィスでのカラオケパーティー、キャンプ旅行などのイベントを企画するためにを使用するといったユーモアを取り入れ、会場の笑いを誘うことも多い。特に定番となっているのは新しいmacOSの命名についてで、「優秀な製品マーケティングチームがフォルクスワーゲンのミニバスでカリフォルニアを冒険し、最終的な名前の由来となった場所に到着する」といった類の架空の功績の説明は、オンラインビデオイベントに移行した近年でも引き続き踏襲されている。
2020年11月のAppleスペシャルイベントでは、新しいM1チップが瞬時にスリープ解除できることを披露するために行った「雰囲気作りから」という動画が、SNS上で瞬く間にミームとして広がった。
2023年のWWDCのオンラインイベントでは、エレキギターの演奏を披露する一面も見せるなど、エンターテインメント性も取り入れている。

## 私生活
フェデリギはイタリア系である。フェデリギは2014年現在結婚しており、4人の子供がいる。